# VB NÖ Sokol
Maillots
VB NÖ Sokol est un club autrichien de volley-ball fondé en 1925 et basé à Schwechat, évoluant pour la saison 2019-2020 en 1. Bundesliga Damen.

## Historique
- Post SV Wien-PSK (1988–1990)
- Post SV Wien-Teleges (1990–1994)
- Post SV Wien-Gulet (1994–1997)
- Fujitsu-Post SV Wien (1997–1999)
- Post SV Wien-Telekom Austria (1999–2000)
- Post SV Wien (2000–2001)
- SG SV Schwechat/PSV Telekom (2001–2002)
- SG SV Schwechat/PSV Kuoni (2002–2005)
- SG SV Schwechat/Post SV (2005–2009)
- SG SVS Post (2009–2016)
- VB NÖ Sokol Post SV (2016–...)

## Palmarès
- Championnat d'Autriche (46)
  - Vainqueur : 1953, 1954, 1955, 1956, 1957, 1958, 1959, 1973, 1974, 1975, 1976, 1977, 1978, 1983, 1984, 1985, 1987, 1988, 1989, 1990, 1991, 1992, 1994, 1995, 1996, 1997, 1998, 1999, 2000, 2001, 2002, 2003, 2004, 2005, 2006, 2007, 2008, 2009, 2010, 2011, 2012, 2013, 2014, 2015[3]2016[4]2017[5]
- Coupe d'Autriche (25)
  - Vainqueur : 1981, 1982, 1985, 1986, 1987, 1989, 1990, 1994, 1995, 1996, 1997, 1998, 1999, 2000, 2001, 2002, 2003, 2005, 2006, 2010, 2012, 2013, 2014, 2015[6]2016[7]
  - Finaliste : 2018.
- Top Teams Cup
  - Finaliste : 2001

## Historique des logos

Ancienne logo
Logo du VB NÖ Sokol